# 1869 en France
Chronologie de la France
- 1865
- 1866
- 1867
- 1868
- 1869
- 1870
- 1871
- 1872
- 1873

Cette page concerne l'année 1869 du calendrier grégorien.

## Événements

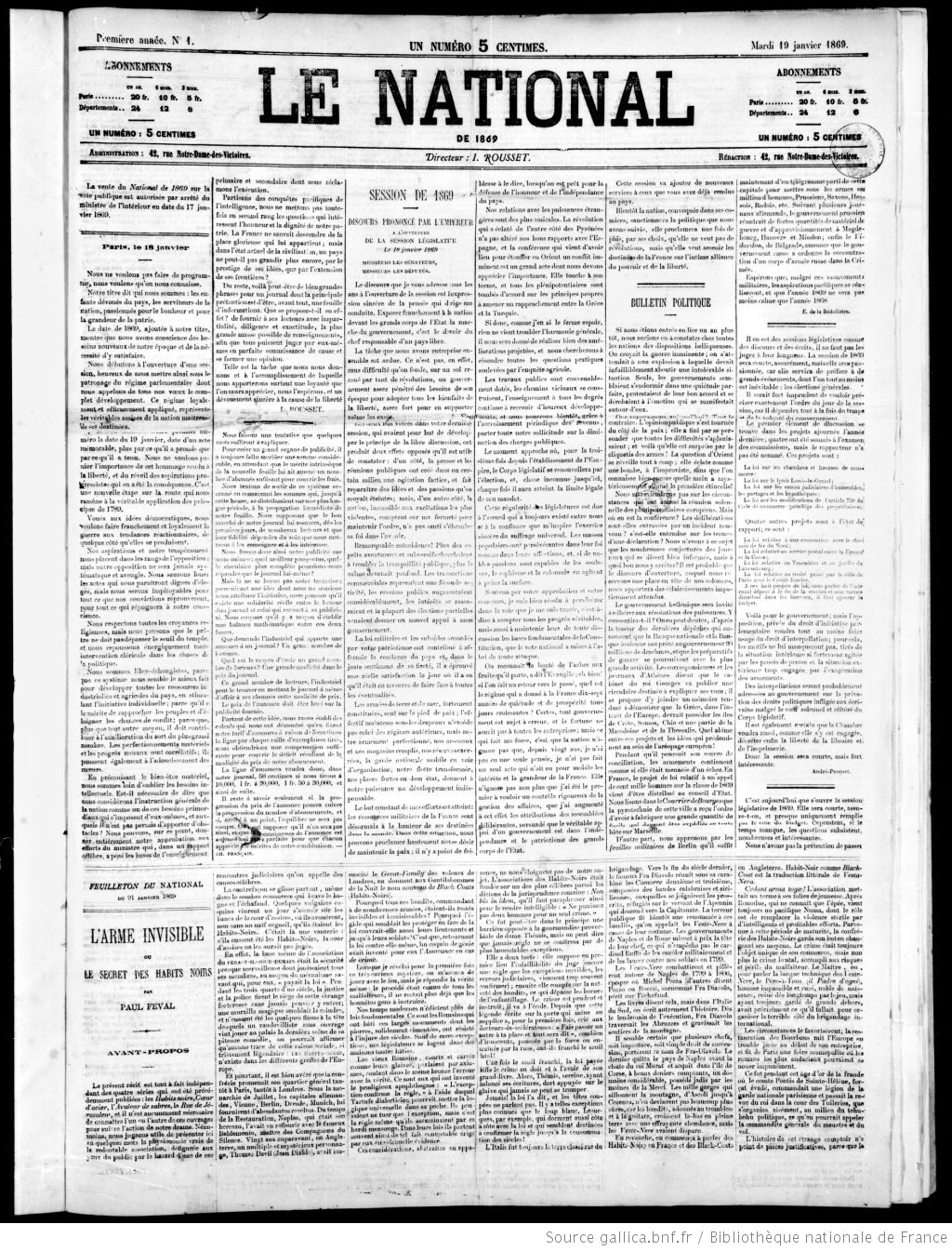
Une du premier numéro du journal Le National. La période dite de l'Empire libéral permet une floraison de nouveaux journaux républicains et socialistes.

- 19 janvier : Le National reparaît sous la direction d’Ildefonse Rousset[2].
- 12 février : dans le journal Le Peuple de Jules Vallès, le journaliste Georges Duchêne montre à l'aide de nombreux exemples que « depuis 1852 la presse a toujours eu pour égéries certaines puissances financières »[3].

- 1er avril : premier numéro du journal sportif parisien Le Vélocipède illustré[4].
- 15 mai : programme républicain de Belleville. Léon Gambetta présente, à Belleville, le programme du Parti républicain[5].
- 22 mai : une importante météorite s'écrase dans un champ au hameau de Keranroué sur la commune de Cléguérec, Morbihan[6].
- 23-24 mai et 6-7 juin : élection du corps législatif, échec relatif du gouvernement[7]. L'opposition rassemble près de 40 % des voix et fait élire 74 députés (25 républicains et 49 libéraux, dont Gambetta et Ferry radicaux, et Thiers, orléaniste). Les partisans du régime comptent 216 députés (dont 118 candidats officiels et 98 gouvernementaux) ; ils se divisent en bonapartistes autoritaires (97 sièges), en recul face au Tiers parti (125 sièges)[8].
- 11 juin : début de la grève des mineurs du bassin houiller de la Loire préparée par la société de secours mutuel La Fraternelle. La grève commencée le 10 juin à Firminy  dans la vallée de l'Ondaine s’étend le 11 La Ricamarie et à toute la vallée du Gier. Roche-la-Molière et Saint-Étienne suivent le mouvement dès le lendemain. Quinze mille grévistes réclament des augmentations de salaire, une réduction du temps de travail et une caisse de secours unique gérée par les mineurs[9].

- Nuit du 15 au 16 juin : fusillade du Brûlé. La troupe tire sur les grévistes de La Ricamarie : seize personnes sont mortellement blessés et 72 mineurs de fond sont poursuivis en justice[10]. Les députés protestent des suites données par le pouvoir impérial au travers de l'Interpellation des 116.

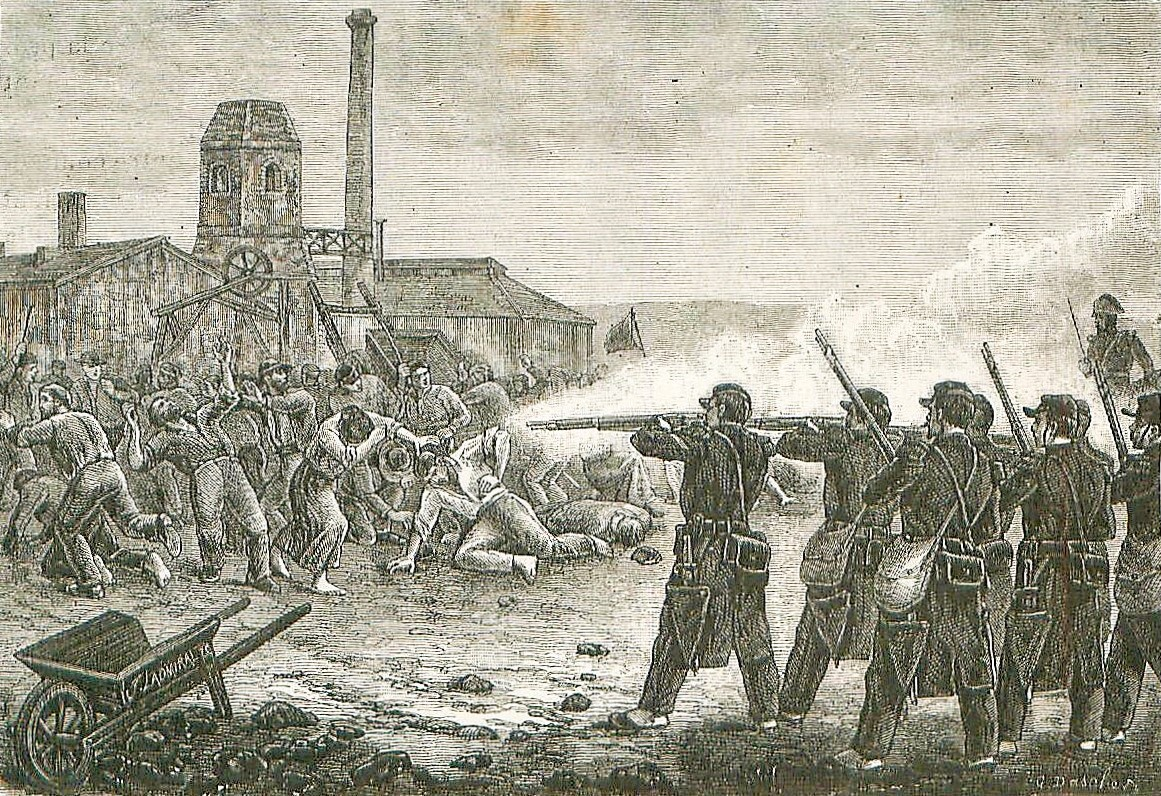
Civils et mineurs de fonds tués par l'infanterie lors de la fusillade du Brûlé à La Ricamarie, le 16 juin 1869.

- 25 juin-29 juillet : grève des ouvrières ovalistes et des ouvriers mouliniers de Lyon[11].
- 26 juin : une grève générale éclate dans le bassin houiller de Carmaux et réunit le lendemain un millier d'ouvriers de surface et du fond[10]. Elle prend fin que le 2 août suivant et les ouvriers obtiennent la démission du directeur et des augmentations de salaire[12].
- 6 juillet : à l'ouverture de la session parlementaire, un manifeste signé par 116 députés réclame l'association du pays à la direction des affaires publiques et la création d'un ministère responsable devant l'empereur et le Corps législatif[8]
- 12 juillet : démission de Rouher après l'annonce de nouvelles réformes par l'empereur[7].
- 17 juillet : nouveau ministère nommé par décrets après cinq jours de négociations[13].

- 21 août : le général Le Bœuf succède au maréchal Niel comme ministre de la Guerre[14].

- 8 septembre :
  - sénatus-consulte augmentant les pouvoirs des assemblées (conclusion de l'Interpellation des 116). Le Corps législatif reçoit l'initiative des lois. Instauration d'un régime semi-parlementaire[15].
  - ouverture à Alger du premier noviciat des Sœurs Blanches, congrégation religieuse, fondée par l'archevêque d'Alger Lavigerie[16].

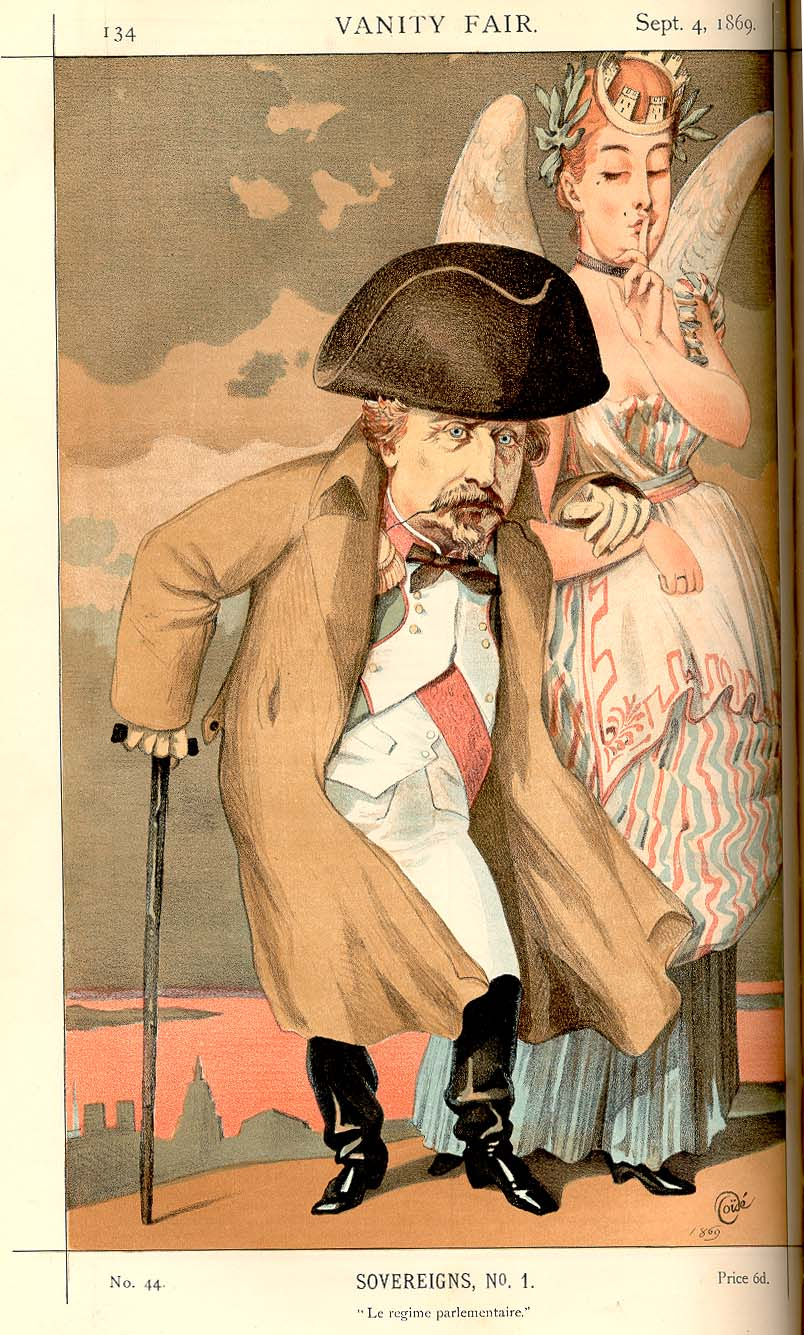
Le régime parlementaire. Caricature de Napoléon III parue dans le journal britannique Vanity Fair du 4 septembre 1869

- 23 septembre : arrestation au Havre de Jean-Baptiste Troppmann, un jeune ouvrier, après la découverte le 20 septembre des six cadavres de la famille Kinck enterrés dans un champ. Il est condamné à mort le 30 décembre et exécuté le 19 janvier 1870[17].Le crime de Pantin : assassinat de la famille Kinck de Roubaix, image d'Épinal, vers 1870.

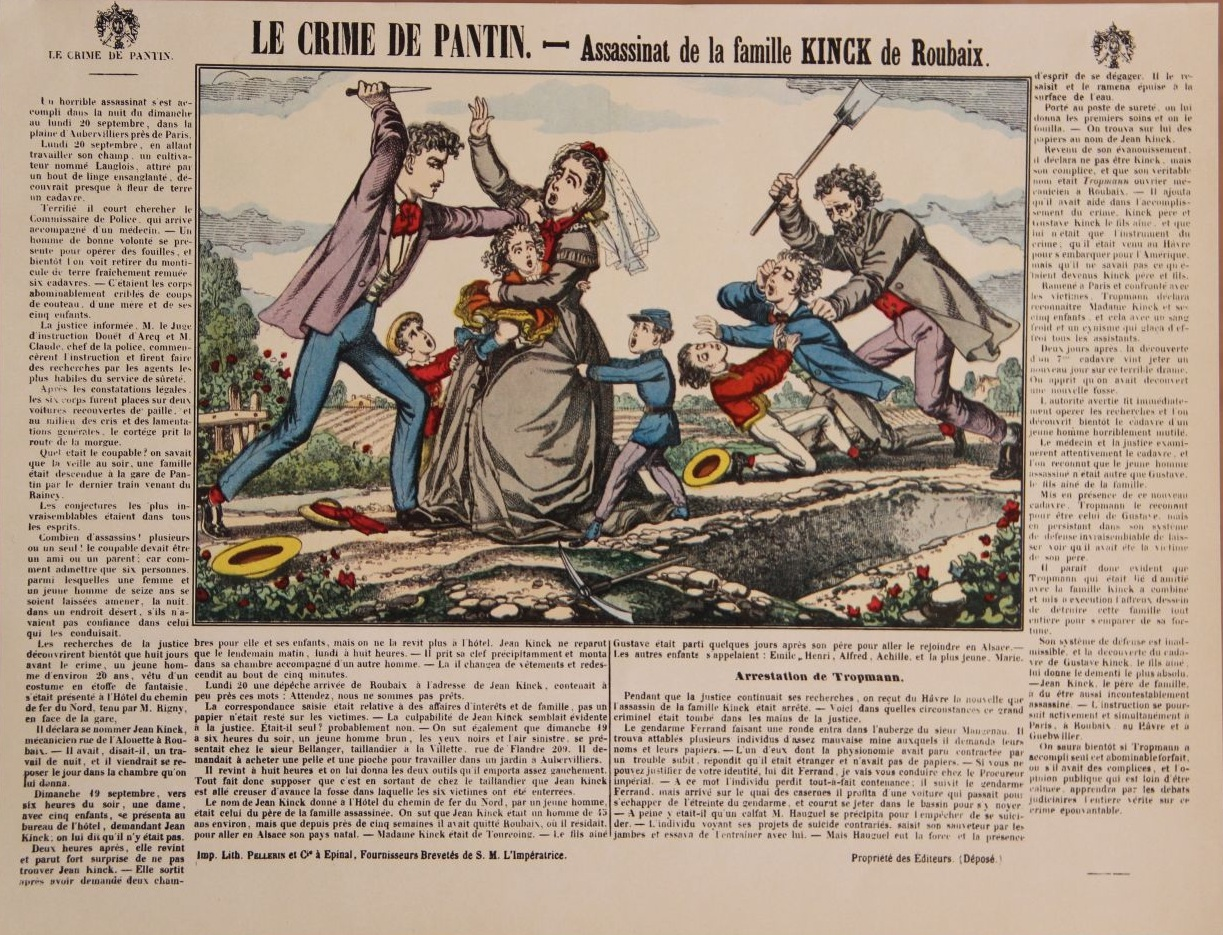
Le crime de Pantin : assassinat de la famille Kinck de Roubaix, image d'Épinal, vers 1870.

- 28 septembre : l’ingénieur Aristide Bergès inaugure une conduite forcée sous une chute de 200 m à Lancey, près de Grenoble, et utilise l’énergie hydraulique produite pour entraîner les machines d’une papeterie. L’événement marque le début de la production de houille blanche dans les Alpes[18].La papeterie d'Aristide Bergès.

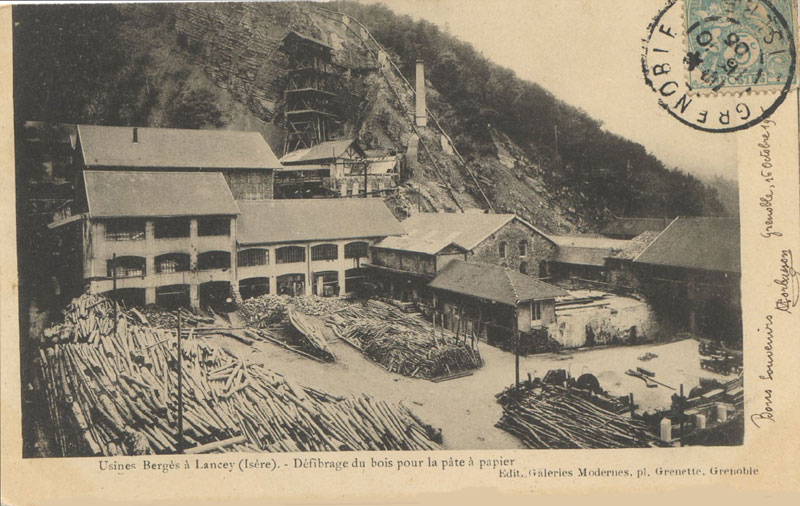
La papeterie d'Aristide Bergès.

- 8 octobre : fusillade du Gua ou « tragédie de la Tranchée Rouge ». Les soldats acculés à un mur tirent sur la foule des mineurs en grève à Aubin, dans l'Aveyron, faisant quatorze morts, dont deux femmes et un enfant de moins de dix ans, et vingt-deux blessés[10].
- 15 octobre : le maréchal Bazaine reçoit le commandement de la garde impériale[19].

- 7 novembre : première course cycliste ville à ville entre Paris et Rouen (123 km organisée par Le Vélocipède illustré  et remportée par le britannique James Moore[4].
- 17 novembre : ouverture du canal de Suez. L’impératrice Eugénie, depuis son yacht L'Aigle, prend la tête du premier cortège de navires qui franchissent le canal construit par Ferdinand de Lesseps en Égypte[20]. Avec l'ouverture du canal de Suez, les côtes de la Mer Rouge et ses débouchés acquièrent une importance considérable, et sont livrées à la convoitise des nations européennes dont l'Italie, le Royaume-Uni et la France.
- 29 novembre : reprise de la session extraordinaire du Corps législatif. Dans son discours, l'empereur précise sa position : « La France veut la liberté, mais avec l'ordre. L'ordre, j'en réponds ; aidez-moi, Messieurs, à fonder la liberté. ». Les députés confirment Schneider, acquis aux idées libérales, comme président. Cent-soixante députés forment un centre dynastique favorable aux réformes entre la gauche républicaine et la droite bonapartiste autoritaire[21].
- 27 décembre : démission de l'ensemble du gouvernement. Napoléon III se résigne à la solution libérale et appelle Émile Ollivier, chef du Tiers parti (républicains ralliés) pour former un gouvernement[21].Entre deux selles, caricature d'Émile Ollivier par Daumier parue dans le journal Le Charivari du 15 avril 1869

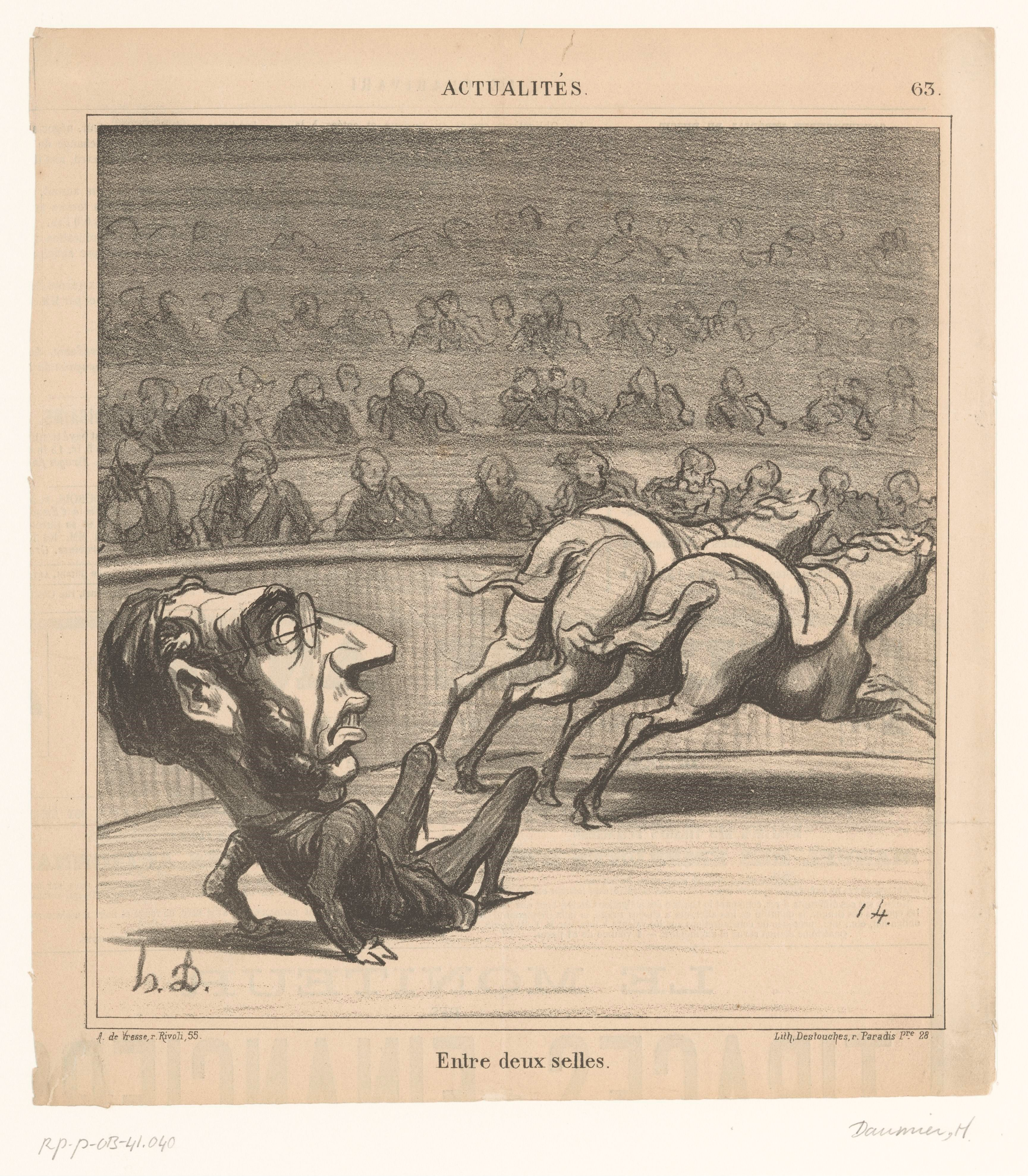
Entre deux selles, caricature d'Émile Ollivier par Daumier parue dans le journal Le Charivari du 15 avril 1869